# Boxborough
|  | Dieser Artikel wurde aufgrund von inhaltlichen Mängeln auf der Qualitätssicherungsseite des Projektes USA eingetragen. Hilf mit, die Qualität dieses Artikels auf ein akzeptables Niveau zu bringen, und beteilige dich an der Diskussion! Folgende Mängel sollten behoben werden, bevor diese Markierung entfernt werden kann: Kein Artikel. |

Boxborough (auch: Boxboro) ist eine Kleinstadt (Town) in Middlesex County im Osten des Bundesstaates Massachusetts. Das U.S. Census Bureau hat bei der Volkszählung 2020 eine Einwohnerzahl von 5.506 ermittelt. 
Der Ort grenzt an Littleton im Norden, Acton im Osten, Stow im Süden und Harvard im Westen.
In Beaver Valley befindet sich ein knapp 15 Kilometer langer, gut erhaltener Esker.
Die Attraktion der Stadt ist ihr jährlicher Fifer's Day im Juni zur Erinnerung an Luther Blanchard, einen Querflötenspieler, der bereits in dem Gefecht von Concord am 19. April 1775, dem ersten Tag des Unabhängigkeitskriegs, verletzt wurde. Nur zwei Monate danach nahm er bereits wieder an der Schlacht von Bunker Hill teil, wurde erneut verletzt und erlag noch im selben Jahr seinen Verletzungen. Die Festlichkeiten in Flerra Meadows in Boxborough beginnen üblicherweise mit einem 4-Meilen- (6,4-km-) Straßenrennen, einer anschließenden Parade, Ständen mit Hamburgern, Hot Dogs, Eis usw., Musik, Volleyball-Turnier, Ponyreiten, Ballonfahrten, Feuerwehrvorführungen und einen Flohmarkt. 
Im September findet ein Landwirtschafts-Fair statt. Zudem gibt es ein Heimatmuseum.

## Persönlichkeiten
- Kevin Kapstad (* 1986), Eishockeyspieler
- Adil Najam (* ≈1948), Klimaforscher
- Bill Rodgers (* 1947), Leichtathlet
- Isadore M. Singer (1924–2021), Mathematiker
- Bob Sweeney (* 1964), Eishockeyspieler
- Madeline Amy Sweeney (1966–2001), Flugbegleiterin beim American-Airlines-Flug 11